# Фляки

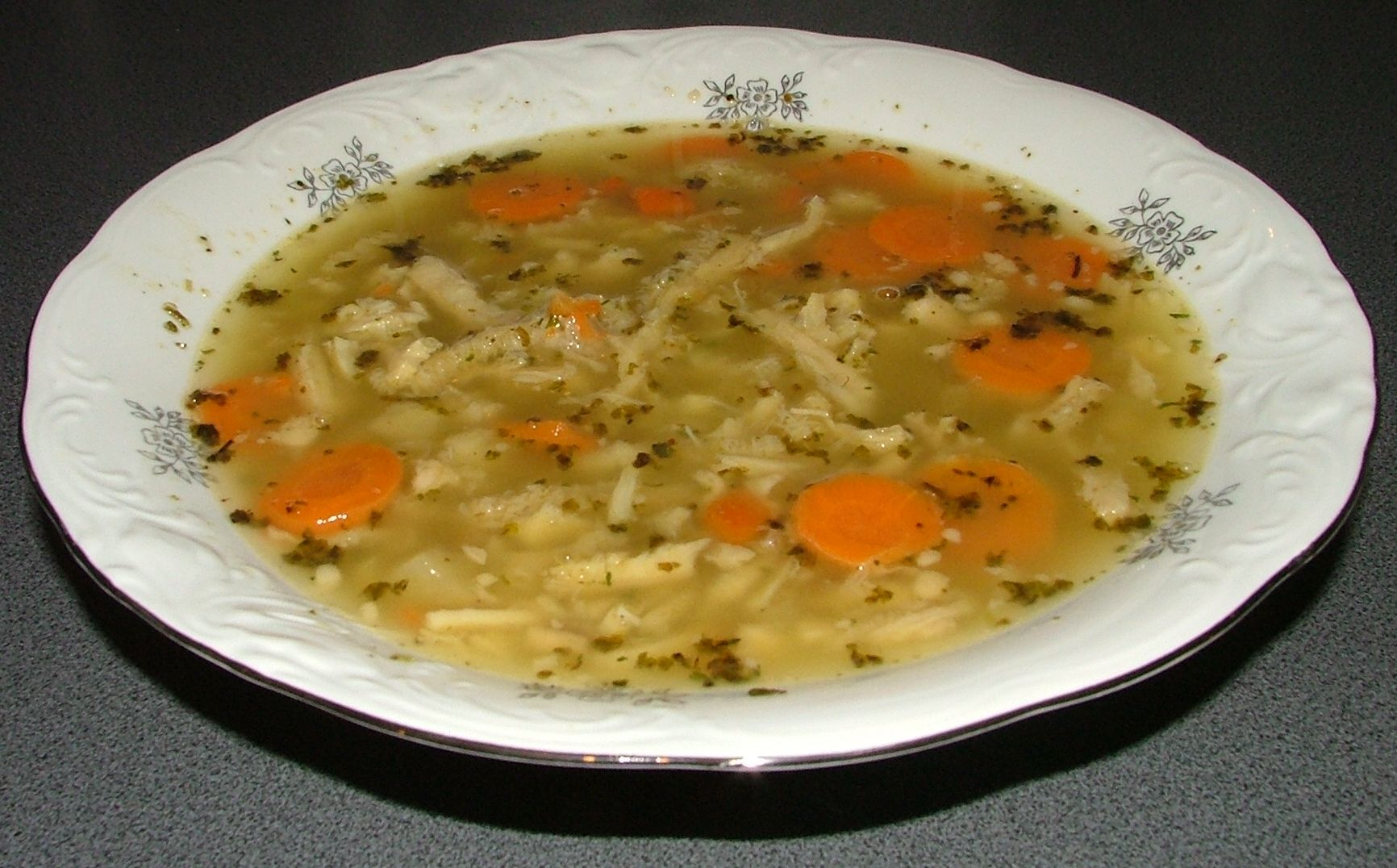
Фляки

Фляки (пол. flaki — «требуха») — блюдо польской кухни, густой суп из рубцов.

## Рецепт
Наиболее распространённый состав включает в себя говяжьи рубцы (реже — телячьи; иногда — свиной желудок), бульон, сваренный с кореньями (морковь, корневая петрушка, сельдерей), специи (лавровый лист, мускатный орех, чёрный и душистый перец, майоран, соль); могут также добавляться лук, мука, сало. Подают фляки горячими, в глубоких тарелках или мисках.
Несмотря на то, что компоненты данного рецепта весьма недороги и доступны (рубец — один из самых дешёвых видов субпродуктов), фляки широко распространены и популярны благодаря питательности и яркому вкусу. Часто этот суп едят утром после застолий как облегчающее похмелье и восстанавливающее силы блюдо: этому способствует насыщенный горячий бульон, который в таком случае делают острым.
Иногда, из-за достаточно большого количества коллагена, содержащегося в рубцах, фляки в качестве элемента восстановительной диеты рекомендуют при травмах.
Готовится блюдо не менее 4—5 часов, что в первую очередь связано с длительной подготовкой рубцов (очистка с помощью соли, промывание, многократное отваривание с заменой воды).

## В литературе
- В романе Михаила Булгакова «Мастер и Маргарита» фляки господарские подавались в ресторане «Грибоедов».
- Владимир Беляев описывает фляки, приготовленные в Харькове на Благбазе, в трилогии «Старая крепость», часть III «Город у моря»:

Если кто-нибудь из вас ел прямо на базаре, стоя рядом с пылающей жаровней, из глиняной миски обязательно шершавой деревянной ложкой горячие, обжигающие рот, наперчённые, залитые сметаной, пересыпанные колендрой, резаным луком, зубками чеснока, оранжевой паприкой, душистые от лаврового листа и петрушки, засыпанные мелко натертым сыром, приготовленные из рубленого коровьего желудка свежие и пахучие флячки, или по-русски рубцы, тот поймёт, как трудно было удержаться, чтобы не сломать голову последнему моему рублю! И ещё в девять часов утра, когда открылись учреждения и я подходил к высокому дому на углу улиц Карла Либкнехта и Ветеринарной, во рту горело от красного перца, которым крикливая торговка без зазрения совести наперчила сытные, но совсем уж не такие дешёвые флячки. Полтинник отдать за пустяковое блюдо!

- Также фляки упоминаются в третьей повести сборника Бориса Акунина «Планета Вода», имеющей название «Куда ж нам плыть?» (входит в цикл произведений об Эрасте Петровиче Фандорине). Правда, обстоятельства складываются таким образом, что фляки Фандорин не только не попробовал, но и  обрёл к ним стойкое отвращение на всю оставшуюся жизнь...